# 国際連合安全保障理事会決議1874
国際連合安全保障理事会決議1874（こくさいれんごうあんぜんほしょうりじかいけつぎ1874、英: United Nations Security Council Resolution 1874）は、2009年6月12日に国際連合安全保障理事会で採択された朝鮮民主主義人民共和国（北朝鮮）に関する決議。略称はUNSCR1874。

## 概要
国連安保理決議1874は、2009年5月に行われた北朝鮮の核実験に対する決議で、2006年10月の同国による第1回目の核実験の際に採択された決議1718に引き続き、国連憲章第7章に基づく制裁行動として具体的に経済制裁に関する行動を定める第41条が言及された。
核実験の強行を最も強く非難するとともに、核及びミサイルの拡散に関わる資金を凍結することや、ヒト・モノ・カネに対象を特定した制裁を課すことで武器等の輸出入をさらに制限する内容となっている。同決議は全会一致で採択された。

## 特長
決議1874は、第41条に基づく経済制裁を課すだけでなく、北朝鮮に輸出入されるあらゆる禁止品目について、公海上、あるいは海港、空港などでこれを検査し、違反が認められる合理的な理由がある場合はこれを破壊する権限を加盟国に与えている。

## 解説
採択の同日に国連安保理が発表した報道資料によると、決議の内容は次の通り。
- 北朝鮮が2009年5月25日に行った核実験を最も強い表現で非難
- 北朝鮮に対する輸出入を禁じる品目として下記を追加し、加盟国に対し、下記品目に当たる貨物を検査、押収し、廃棄する権限、ならびにこれら貨物を搬送する船舶の補給を拒否する権利を付与
  1. 武装軍用車両
  2. 大口径砲術システム
  3. 攻撃用ヘリコプター
  4. 軍用艦艇
  5. ミサイル及びミサイル部品
- 加盟国に対し、前項の検査活動への協力を要請
- 船舶の旗国が公海上での検査要請に応じない場合は、適当な海港に当該船舶を誘導し当局による捜査を実施する権限を加盟国に付与
- 検査あるいは当該貨物の押収及び廃棄を行った加盟国は、制裁委員会に対し、検査の詳細とともに、旗国による協力に不足がある場合は、これを併せて報告する義務を負う
- 国連事務総長に対し、制裁委員会の1年間の活動期限を持つ、7人のメンバーからなる専門家パネルを設置し制裁委員会を支援することを要請
- 検査対象外とされた小型武器および軽火器について、北朝鮮に対するこれら貨物の直接的および間接的な供与、販売、譲渡を監視し、最低でも5日前には当該貨物の販売・供与・譲渡について制裁委員会に報告するよう加盟国に要請
- 決議1718号パラ8(d)および(e）項に規定する渡航禁止および資産凍結の条項に加え、北朝鮮の弾道ミサイル若しくはその他の大量破壊兵器開発計画に関連するとみられるあらゆる金融資産および資源の転送を行う金融サービスを停止する権限を加盟国に付与
- 加盟国および国際金融・国際信用機関に対し、人道目的あるいは開発目的以外での、北朝鮮に対する新規の助成金、金融支援（資金援助）、無利子融資を禁止
- 決議1718号パラ8に基づき物品・個人・団体を特定するため、制裁委員会に対し、特定作業に取り組みその報告を30日以内に行うことを要請
- 前項に従って委員会が行動しない場合は、その報告を受けてから7日以内に安保理が独自の行動をとって作業を完了させることを決定
- 加盟国に対し、決議採択後45日以内に、同決議の主要な規定の実施状況について報告することを要請
- 北朝鮮の決議履行について、定期的にこれを評価し、北朝鮮による決議1718号ならびに本決議の履行状況に従い、決議内容の強化、修正、中断又は停止を行うことを約束
- さらなる措置を実施する当たっては新たな決議が必要となることを強調

## 成立の経緯
- 2009年4月5日 - 日本標準時11時30分頃、北朝鮮が弾道ミサイル発射実験を実施
- 2009年4月13日 - 国連安保理がミサイル発射を非難する議長声明を採択、北朝鮮に以下を要請
  1. さらなる発射を行わないこと
  2. 核兵器と弾道ミサイルの開発を完全に放棄すること
  3. 6か国協議への早期復帰
- 2009年5月25日 - 韓国標準時午前9時54分頃、北朝鮮が核実験を実行
- 2009年5月25日 - 同日、日本の麻生太郎総理が内閣総理大臣声明を発表
- 2009年6月12日 - 北朝鮮の核実験実施に対する国連安保理決議1874を全会一致で採択
- 2009年6月13日 - 日本の麻生総理が内閣総理大臣コメントを発表